# Ой (Фукуй)

35°28′52″ пн. ш. 135°37′4″ сх. д. / 35.48111° пн. ш. 135.61778° сх. д.
О́й (яп. おおい町, おおいちょう, МФА: [oːi̯ t͡ɕoː]) — містечко в Японії, в повіті Ой префектури Фукуй. Станом на 1 червня 2009 площа містечка становила 212,21 км². Станом на 1 липня 2011 населення містечка становило 8536 осіб.